# Lejondalssjön
Lejondalssjön är en sjö i Upplands-Bro kommun i Uppland och ingår i Norrströms huvudavrinningsområde. Sjön är 14 meter djup, har en yta på 2,72 kvadratkilometer och är belägen 18,9 meter över havet. Vid sydvästra stranden av sjön ligger Lejondals slott och på sydöstra sidan återfinns Lejondals naturreservat. Lejondalssjön avvattnas åt nordost till Negelstenaviken i Mälaren via Lejondalsbäcken (även kallad Negelstenabäcken).

## Namnet
Lejondalssjön är kommunens största sjö och hette ursprungligen Löfstasjön efter säteriet Löfsta (nuvarande Lejondals herrgård) som än idag ligger på västra sidan av sjön. Nuvarande namn började användas på 1600-talet efter släkten Leijonhuvud som ägde Löfsta under en tid. 

## Sjön
Lejondalssjön var under många år en av kommunens renaste sjöar, men sjön blev övergödd genom djurhållning som innebar stora utsläpp av näringsämnen. I slutet av 1980-talet beslutade kommunen att restaurera sjön och 1993 genomfördes en aluminiumbehandling som band stora mängder fosfor i sjöbottnen. Sjöns vattenkvalité blev därefter mycket bättre, men med tiden lösgjordes mer fosfor från bottensedimentet. Under 2021 gjordes därför en ny restaurering. Denna gång spreds aluminiumsalterna direkt i bottensedimentet för att ge en mer långtidsverkande effekt. 
Badplatsen Hällkana med friluftsgård ligger vid sjöns östra strand.

## Delavrinningsområde
Lejondalssjön ingår i det delavrinningsområde (660428-160643) som SMHI kallar för Utloppet av Lejondalssjön. Medelhöjden är 31 meter över havet och ytan är 16,59 kvadratkilometer. Det finns inga avrinningsområden uppströms utan avrinningsområdet är högsta punkten. Vattendraget som avvattnar avrinningsområdet har biflödesordning 3, vilket innebär att vattnet flödar genom totalt 3 vattendrag innan det når havet efter 58 kilometer. Avrinningsområdet består mestadels av skog (64 procent) och jordbruk (10 procent). Avrinningsområdet har 2,72 kvadratkilometer vattenytor vilket ger det en sjöprocent på 16,4 procent. Bebyggelsen i området täcker en yta av 0,27 kvadratkilometer eller 2 procent av avrinningsområdet.

## Fisk
Vid provfiske har följande fisk fångats i sjön:
- Abborre
- Björkna
- Braxen
- Gärs
- Gädda
- Mört
- Nissöga
- Sarv
- Sutare

## Bilder

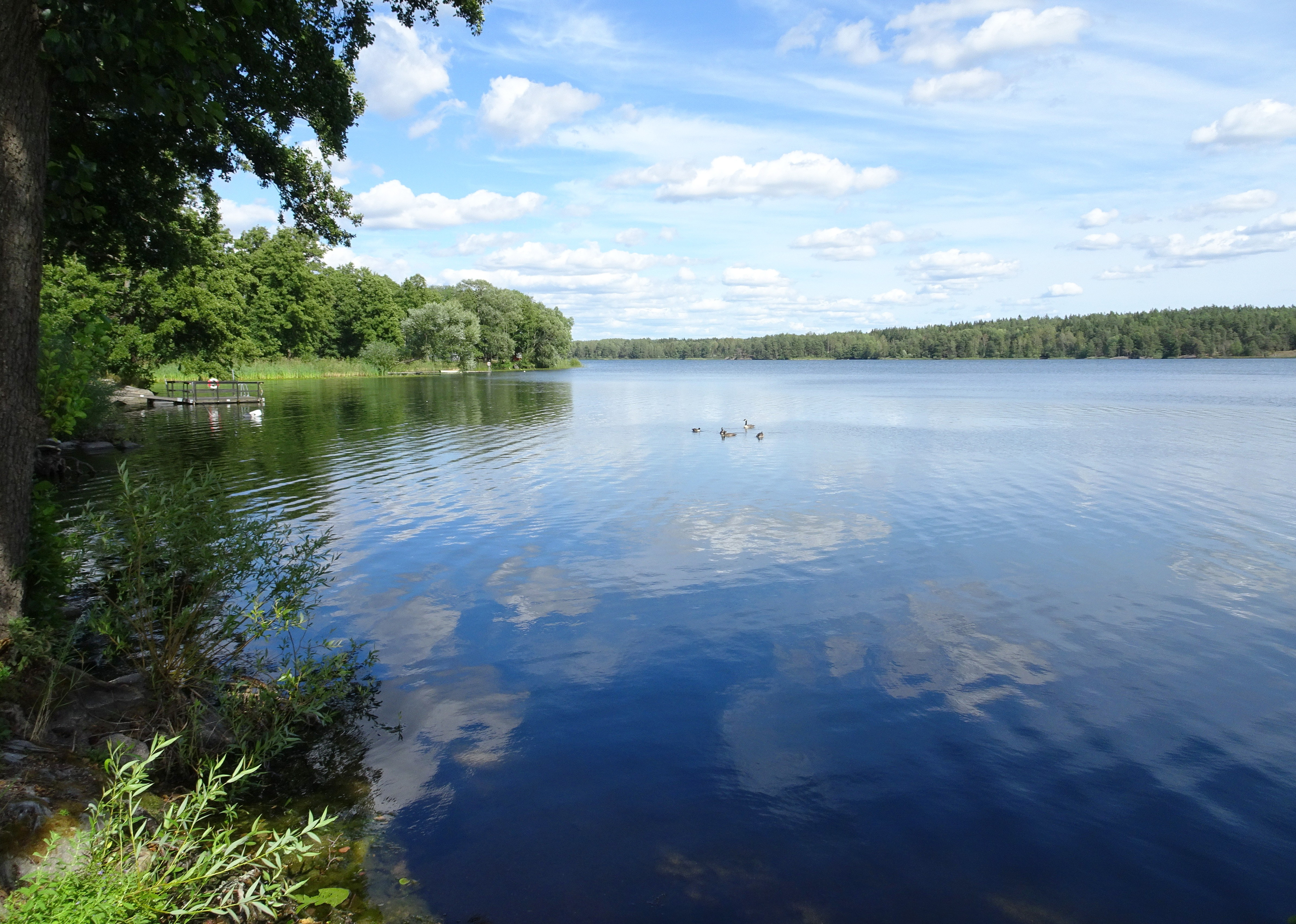
Vy från västra sidan (Lejondals herrgård)
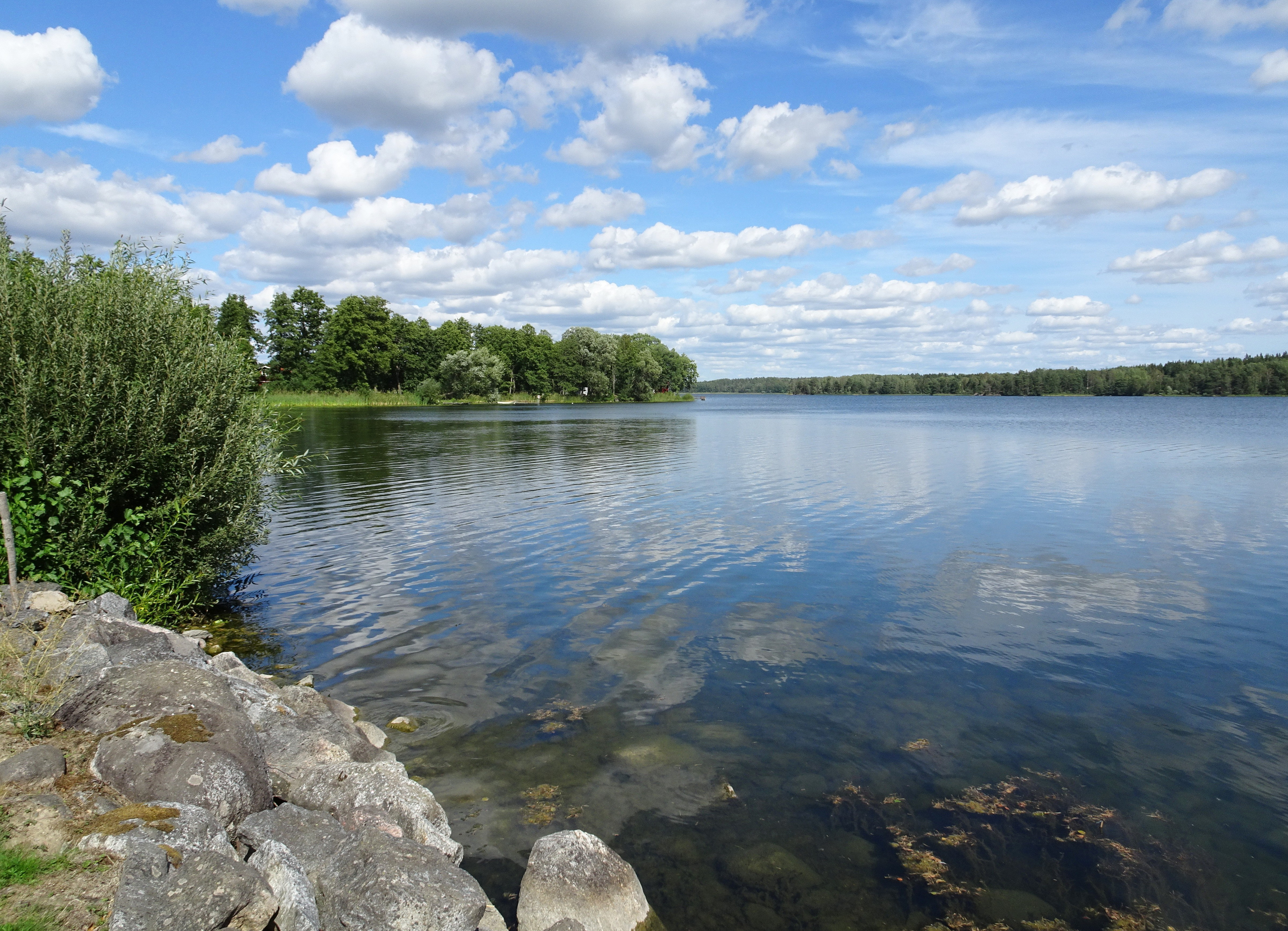
Vy från västra sidan (Lejondals slott)
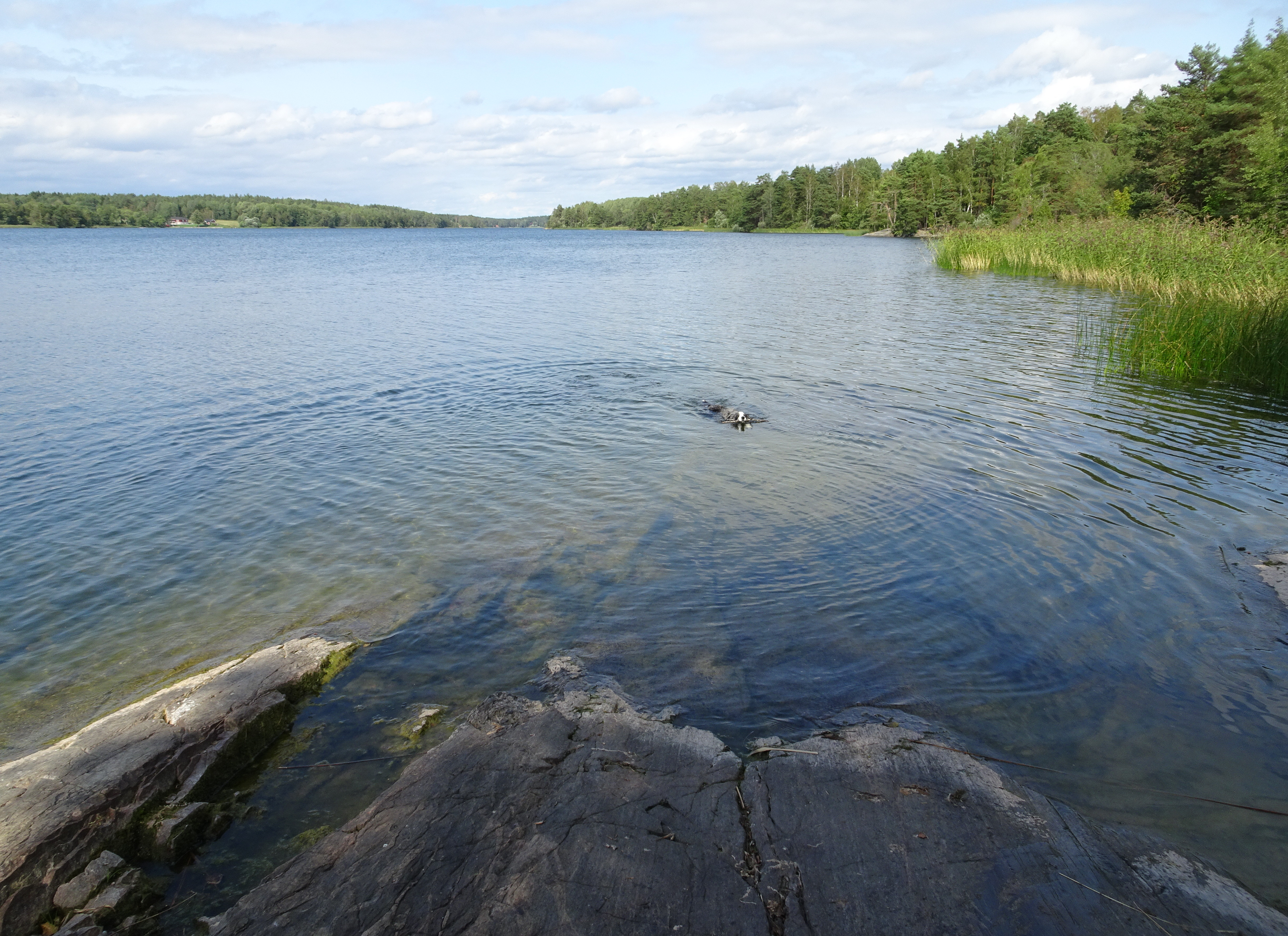
Vy mot norr från Lejondals naturreservat
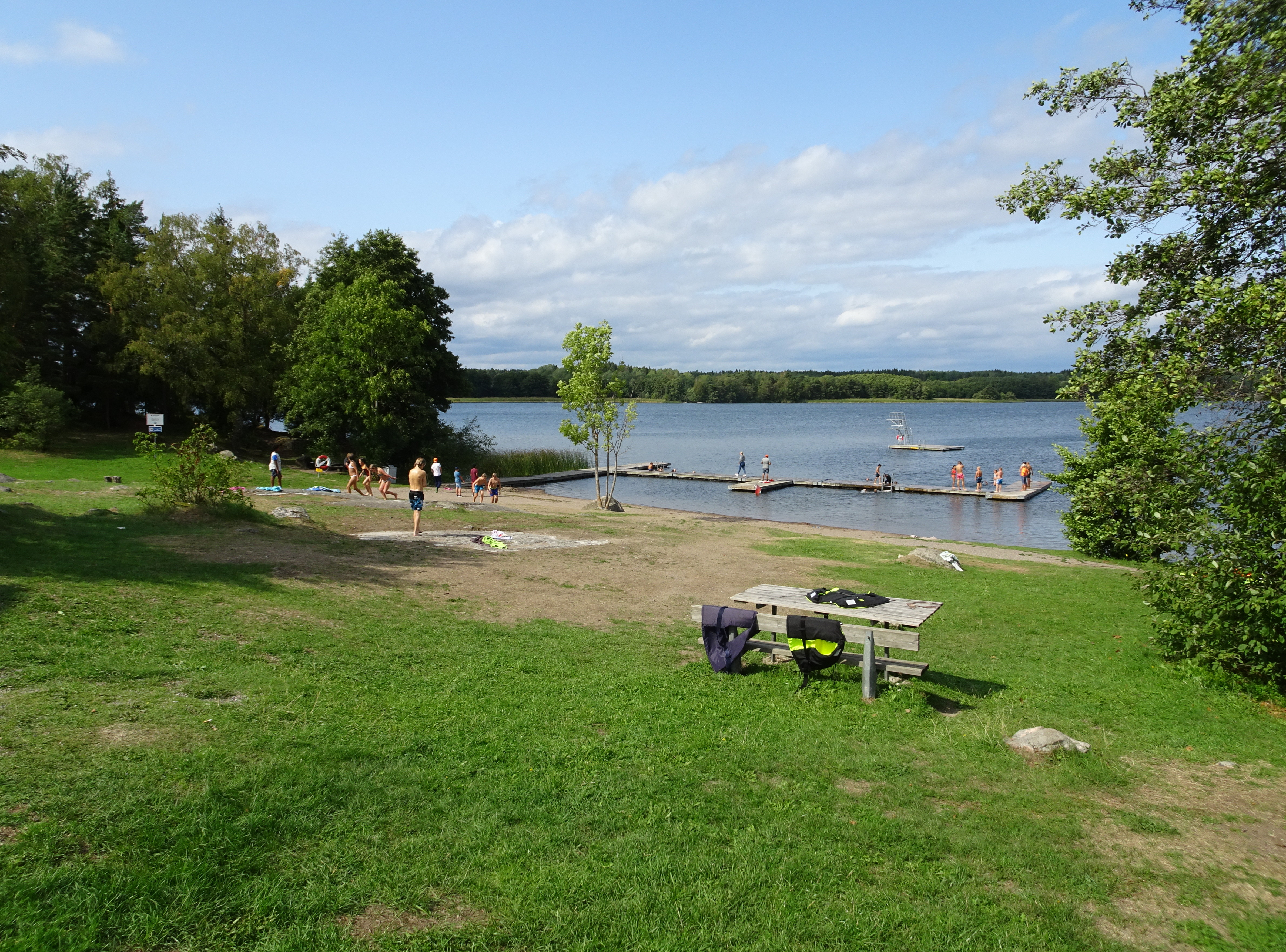
Badplatsen Hällkana
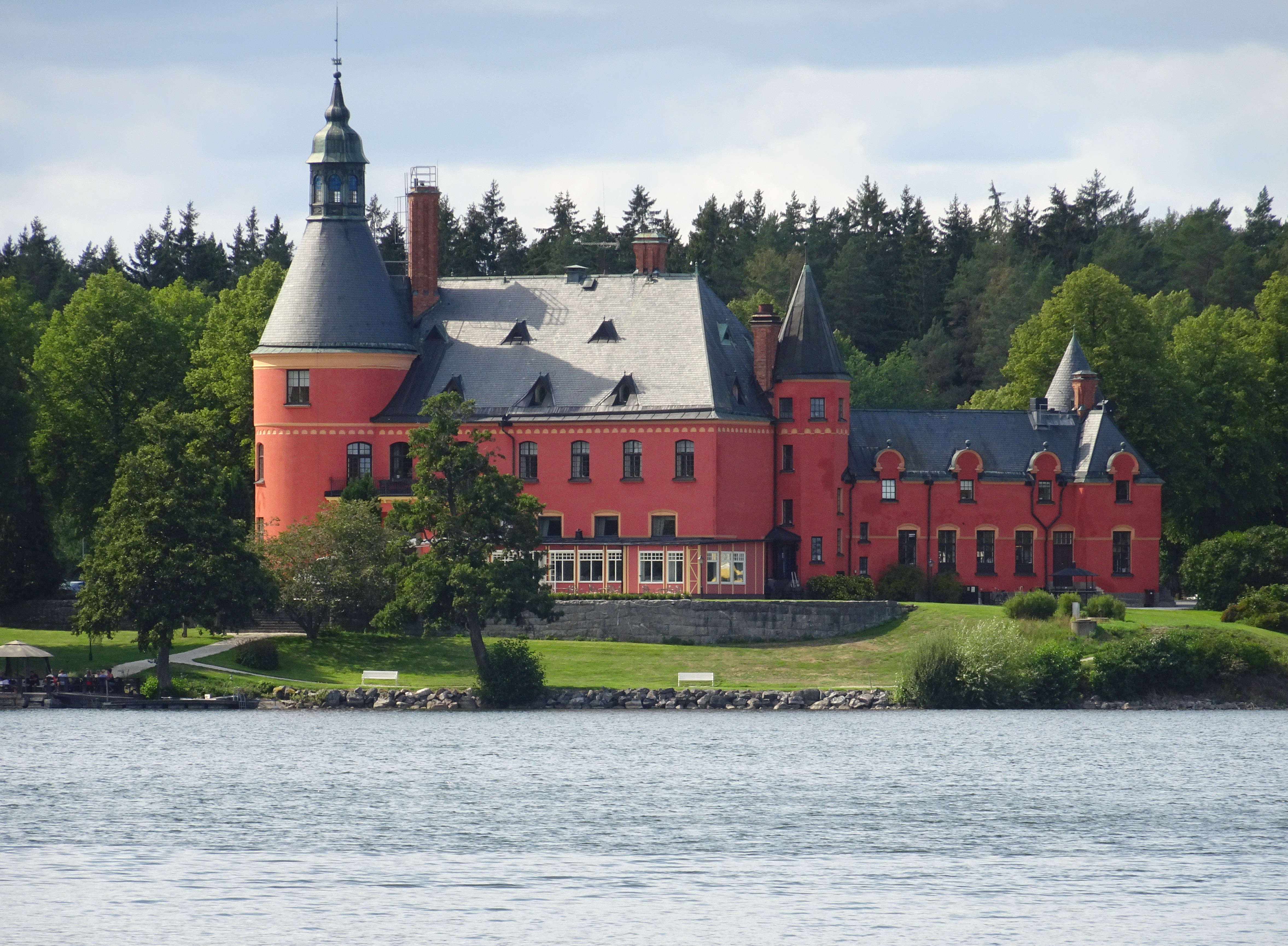
Lejondals slott, vy över Lejondalssjön
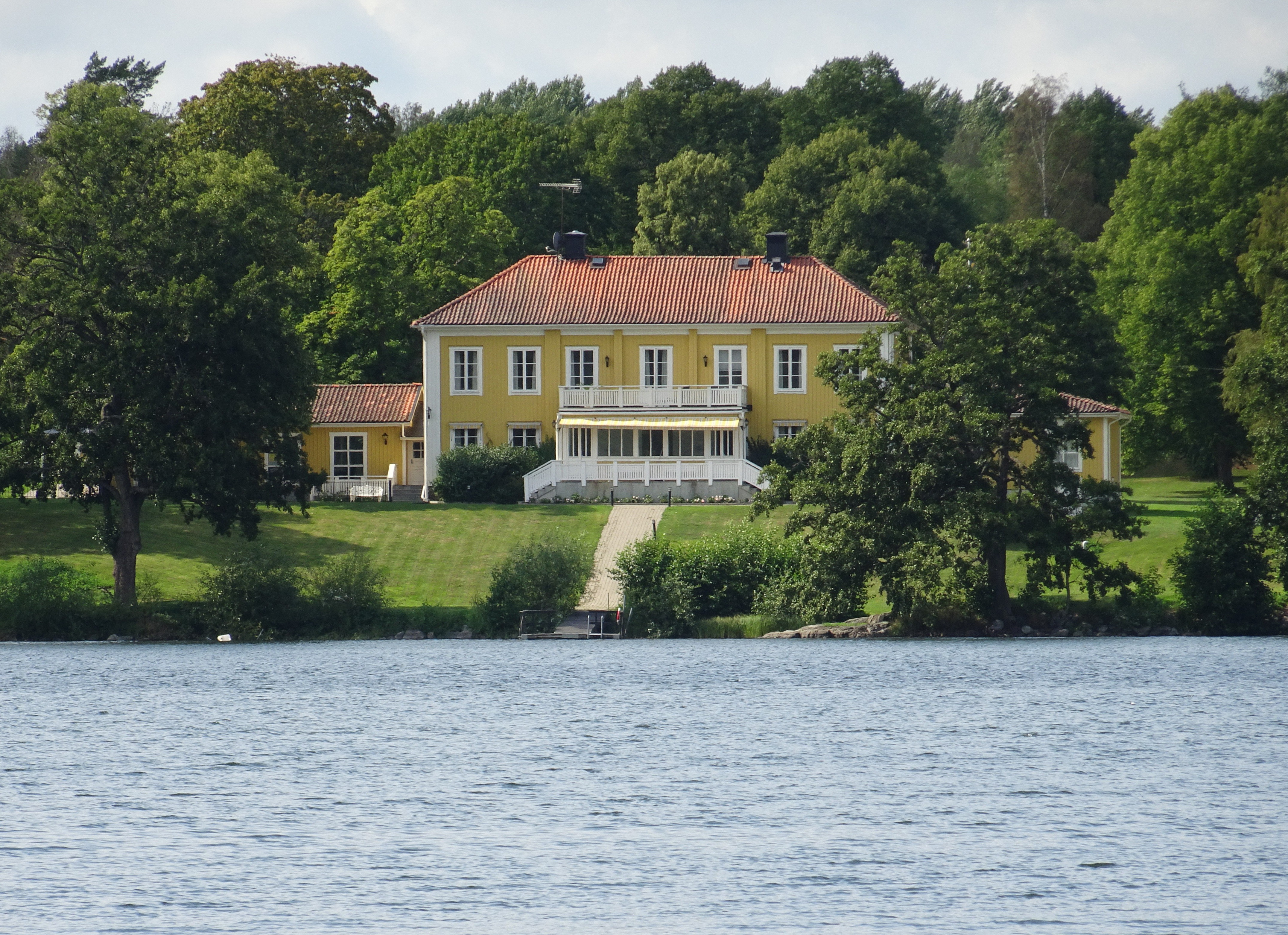
Lejondals herrgård, vy över Lejondalssjön